# ديف هانكوك (سياسي أمريكي)
ديف هانكوك (بالإنجليزية: David Hancock)‏ هو سياسي أمريكي، ولد في 1 أبريل 1945. حزبياً، نشط في الحزب الجمهوري لمينيسوتا ‏ والحزب الجمهوري. وقد انتخب عضو مجلس نواب مينيسوتا.